# Wangenklappe

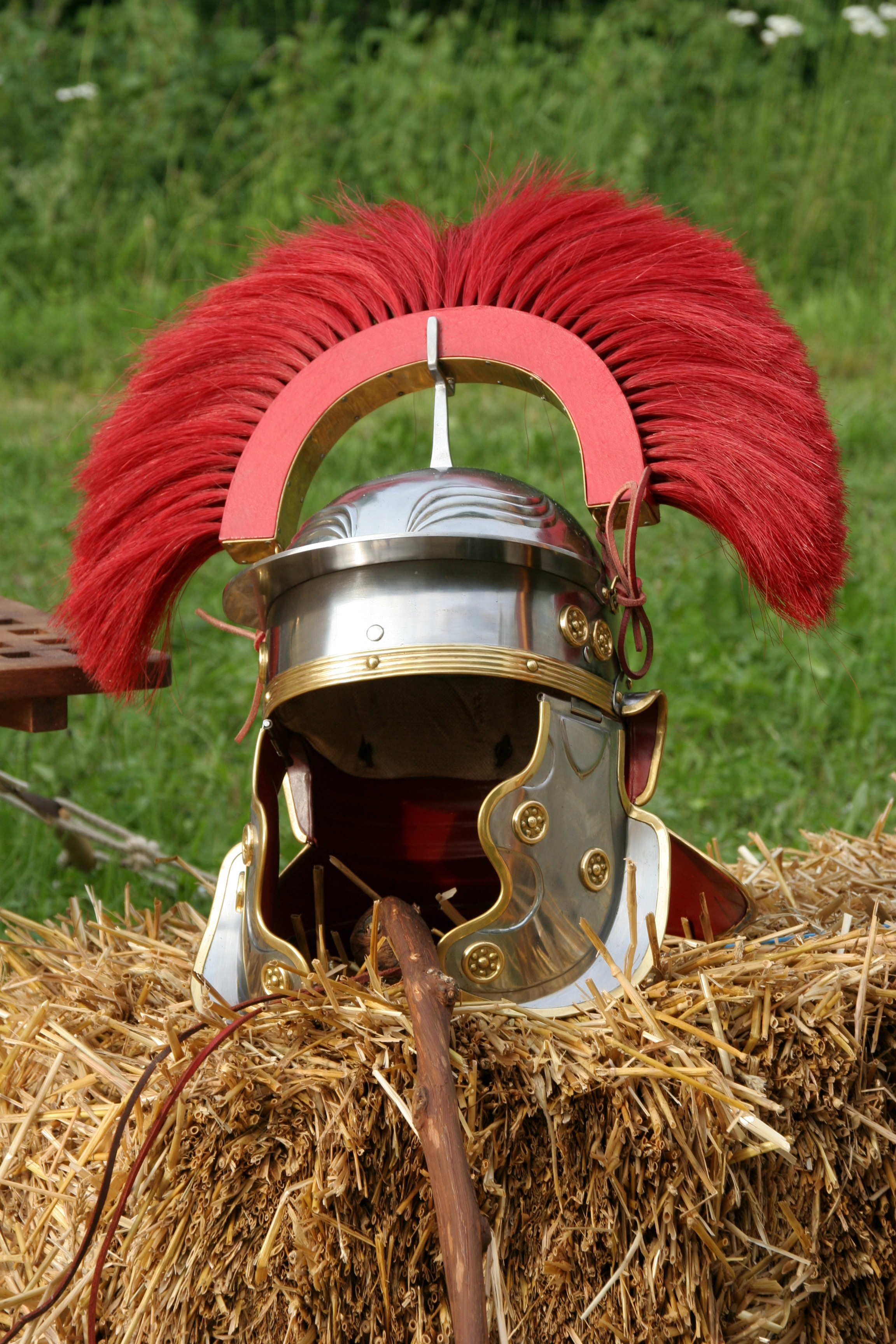
Cassis: Helm eines Centurios (Nachbildung) aus der Kaiserzeit mit verzierten Wangenklappen

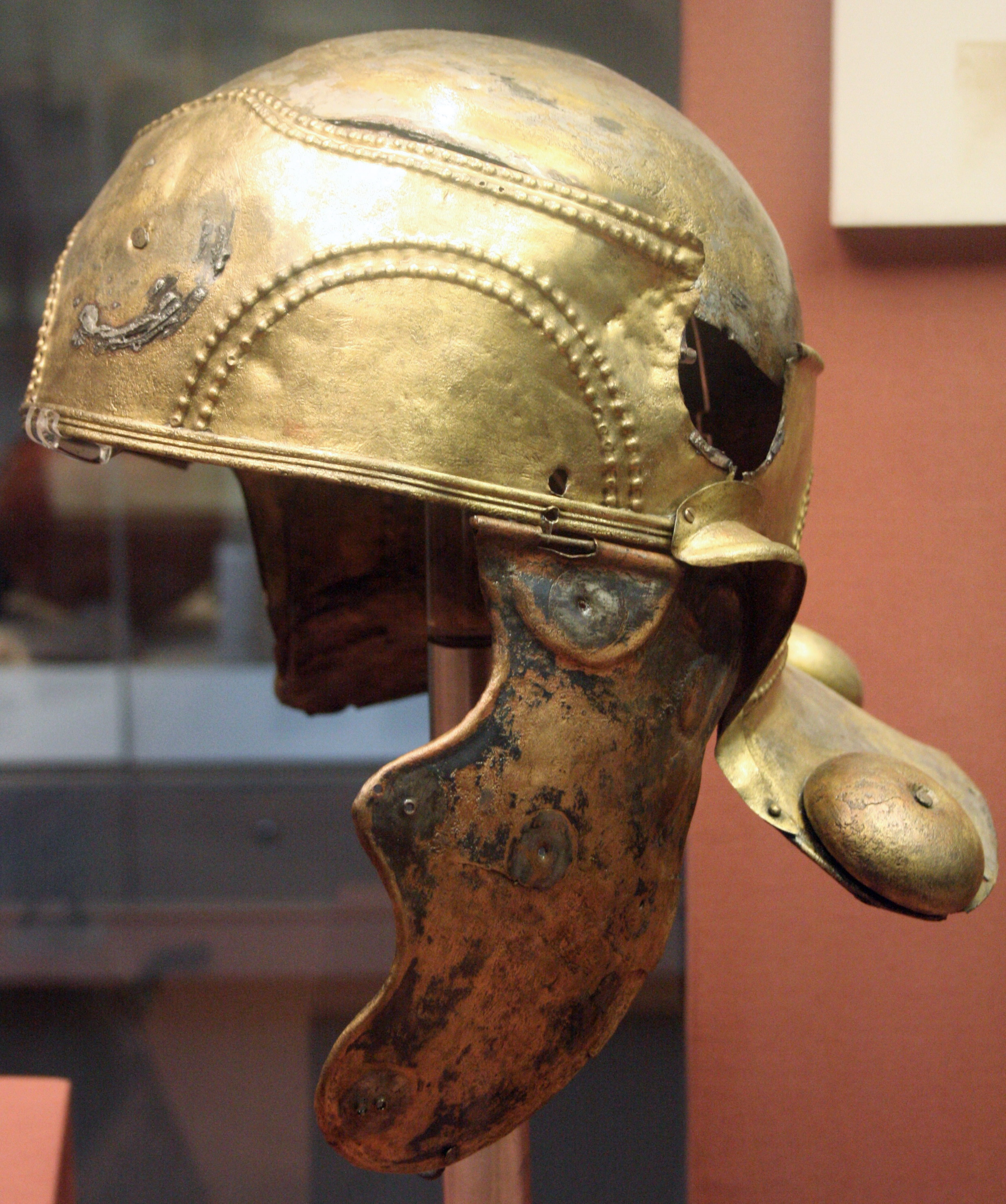
Römischer Helm mit Wangenklappen

Wangenklappe bezeichnet den Teil eines Helmes, der die Wangen schützen sollte. Vorwiegend ist damit ein Helm für militärische Zwecke gemeint.

## Aussehen und Verwendung
Die Wangenklappen waren jeweils auf einer Seite des Haupthelms angebracht. Als „Klappen“ bezeichnet man sie strenggenommen erst, wenn sie nicht starr mit dem Hauptteil des Helms verbunden waren (wie es beim korinthischen Helm der Fall war). Im römischen Heereswesen waren die Wangenklappen mit beweglichen Nieten befestigt. Zum Abfangen von Schlägen und Stößen durch Handwaffen des Gegners taugten sie nur bedingt. Die Wucht eines Treffers auf die Wangenklappe wird jedoch großflächig verteilt. Dadurch wird der Schaden verringert. Der von Wangenklappen bedeckte Teil des Gesichts ist vor Schnitten und schwächeren Stichen geschützt. Wangenklappen waren auch Ziergegenstand mit aufwendiger Verzierung. Durch sie war der Helm leichter am Kinn zu befestigen. Bei einem Einzelfund eines römischen Helmes eines Centurios wurde die Einritzung eines Namens vorgefunden.

## Geschichte
Wangenklappen gibt es seit dem Verschwinden des griechischen Helms, der noch keine Klappen besaß, sondern ganz aus einem starren, getriebenen Eisenstück bestand. Seine große Blütezeit erlebten die Wangenklappen in der römischen Kaiserzeit, in der solche Helme serienmäßig hergestellt wurden. In den römischen Legionen wurden die Helme während des Marschierens durch friedliches Gebiet vor der Brust hängend getragen; hierbei erlaubten die einklappbaren Wangenklappen, den Helm flacher zu machen, als es z. B. bei korinthischen Helmen möglich wäre. Auch zu Zeiten der Völkerwanderung wurden Helmtypen mit diesem Wangenschutz vor allem von den Goten getragen.
Die Wangenklappe verschwand mit dem Aufkommen des Visiers und dem dazugehörigen Kinnschutz.